# 佩魯賈車站
佩魯賈車站（義大利語：Stazione di Perugia; Stazione di Perugia Fontivegge）是義大利翁布里亞佩魯賈的一座鐵路車站，位於福利尼奧－特龍托拉鐵路上，於1866年開放。車站為一座三層樓建築，距市中心西南約3公里。

## 外部連結
维基共享资源上的相關多媒體資源：佩魯賈車站
- 佩魯賈車站介紹 （意大利文）